# باول ارين (لاعب كريكت)
باول ارين (18 يناير 1978 في المملكة المتحدة - ) (بالإنجليزية: Paul Warren)‏ هو لاعب كريكت بريطاني. لعب مع نادي مقاطعة غلاموركن للكريكت ‏ وDevon County Cricket Club ‏ وDorset County Cricket Club ‏.